# William Halewijn
William Halewijn (Jogjakarta, 3 september 1927 - Noordwijkerhout, 10 juli 2012) was een Nederlands portretschilder.
In de jaren 60 werkte en woonde hij in het Italiaanse Monte Porzio Catone, een klein dorpje vlak bij Rome. Als dank voor de gastvrijheid heeft hij een schilderij, Madonna Addalorata di Monteporzio Catone, aan de plaatselijke kerk geschonken. Dit schilderij is daar nog steeds te zien.
Omstreeks 1983 en 1984 maakte hij een woonkamerhoog portret van Koningin Beatrix. De koninklijke mantel die op dit schilderij te zien is wordt met strepen verf op het doek gelegd. In een programma dat gepresenteerd werd door Ivo Niehe werd het doek aan de koningin onthuld.
Halewijn woonde enige tijd in Kasteel Genhoes in Valkenburg-Gulpen. Hier had hij een museum, waar hij zijn vele werken tentoonstelde. Dit museum bestaat echter al lang niet meer. Het museum werd opgeheven en Halewijn vertrok voor enkele jaren naar Amerika. In Noordwijkerhout, waar hij tot zijn dood woonde, wordt geijverd voor de oprichting van een William Halewijn Museum. Dit zou moeten komen in enkele gebouwen van de Sint Bavo, een voormalige inrichting voor geestelijk gehandicapten. Er zijn echter financiële problemen die hiervoor eerst opgelost moeten worden. In maart 2008 zou er daarom een expositie gehouden worden in "De Witte kerk" in het centrum van Noordwijkerhout. Ook deze is echter niet doorgegaan.
- International Standard Name Identifier: 0000 0003 9380 4966
- Nationale Bibliotheek van Tsjechië: pna20241225360
- Nederlandse Thesaurus van Auteursnamen: 117160385
- RKD-Nederlands Instituut voor Kunstgeschiedenis: 35420
- Virtual International Authority File: 288198073
- WorldCat: E39PBJhCFRhTH7R6DXryVwhJXd